# Hitchin Town FC
Hitchin Town FC (celým názvem: Hitchin Town Football Club) je anglický fotbalový klub, který sídlí ve městě Hitchin v nemetropolitním hrabství Hertfordshire. Založen byl v roce 1928 jako nástupce původního městského klubu Hitchin FC. Od sezóny 2018/19 hraje v Southern Football League Premier Division Central (7. nejvyšší soutěž). Klubové barvy jsou zelená a žlutá.
Své domácí zápasy odehrává na stadionu Top Field s kapacitou 4 554 diváků.

## Získané trofeje
- London Senior Cup ( 1× )
  - 1969/70

## Úspěchy v domácích pohárech
Zdroj: 
- FA Cup
  - 2. kolo: 1973/74, 1976/77, 1994/95
- FA Amateur Cup
  - Semifinále: 1960/61, 1962/63
- FA Trophy
  - 5. kolo: 1998/99

## Umístění v jednotlivých sezonách
Stručný přehled
Zdroj: 
- 1939–1963: Athenian League
- 1963–1973: Isthmian League
- 1973–1977: Isthmian League (First Division)
- 1977–1988: Isthmian League (Premier Division)
- 1988–1993: Isthmian League (First Division)
- 1993–1998: Isthmian League (Premier Division)
- 1998–1999: Isthmian League (First Division)
- 1999–2004: Isthmian League (Premier Division)
- 2004–2009: Southern Football League (Premier Division)
- 2009–2010: Southern Football League (Division One Midlands)
- 2010–2011: Southern Football League (Division One Central)
- 2011–2018: Southern Football League (Premier Division)
- 2018– : Southern Football League (Premier Division Central)

Jednotlivé ročníky
Zdroj: 
Legenda: Z – zápasy, V – výhry, R – remízy, P – porážky, VG – vstřelené góly, OG – obdržené góly, +/- – rozdíl skóre, B – body, červené podbarvení – sestup, zelené podbarvení – postup, fialové podbarvení – reorganizace, změna skupiny či soutěže
| Sezóny  | Liga                                                | Úroveň | Z  | V  | R  | P  | VG  | OG | +/- | B   | Pozice |
| ------- | --------------------------------------------------- | ------ | -- | -- | -- | -- | --- | -- | --- | --- | ------ |
| 2009/10 | Southern Football League (Division One Midlands)    | 8      | 42 | 31 | 7  | 4  | 91  | 36 | +55 | 100 | 2.     |
| 2010/11 | Southern Football League (Division One Central)     | 8      | 42 | 26 | 9  | 7  | 107 | 44 | +63 | 87  | 2.     |
| 2011/12 | Southern Football League (Premier Division)         | 7      | 42 | 13 | 12 | 17 | 54  | 57 | -3  | 51  | 14.    |
| 2012/13 | Southern Football League (Premier Division)         | 7      | 42 | 15 | 7  | 20 | 62  | 68 | -6  | 52  | 13.    |
| 2013/14 | Southern Football League (Premier Division)         | 7      | 44 | 16 | 11 | 17 | 63  | 52 | +11 | 59  | 13.    |
| 2014/15 | Southern Football League (Premier Division)         | 7      | 44 | 20 | 10 | 14 | 78  | 63 | +15 | 70  | 9.     |
| 2015/16 | Southern Football League (Premier Division)         | 7      | 46 | 24 | 12 | 10 | 78  | 50 | +28 | 84  | 3.     |
| 2016/17 | Southern Football League (Premier Division)         | 7      | 46 | 24 | 14 | 8  | 79  | 45 | +34 | 86  | 4.     |
| 2017/18 | Southern Football League (Premier Division)         | 7      | 46 | 19 | 9  | 18 | 67  | 66 | +1  | 66  | 11.    |
| 2018/19 | Southern Football League (Premier Division Central) | 7      | 42 |    |    |    |     |    |     |     |        |